# Cooper Cronk
Cooper Patrick Cronk (Brisbane, 5 dicembre 1983) è un rugbista a 13 australiano, mediano del Melbourne Storm.